# J1 Kasan
Das J1 Kasan (offiziell Yeltsin Cup) ist ein World-Junior-Tennisturnier in der Halle, das seit 2011 jährlich Ende Februar auf Hartplatz in der russischen Stadt Kasan von der International Tennis Federation ausgetragen wird. Es gehört der zweithöchsten Turnierkategorie G1 an und ist damit der wichtigste Tennisnachwuchswettbewerb des Landes.

## Geschichte
2011 an der Tennisakademie Kasan in der Kategorie G3 gestartet, wurde der Wettbewerb bereits im darauffolgenden Jahr hochgestuft und 2015 in die zweithöchste Kategorie G1 aufgenommen.

## Siegerliste

### Einzel
| Jahr                            | Herren               | Damen                   |
| ------------------------------- | -------------------- | ----------------------- |
| ↓ Yeltsin Cup – Kategorie: G3 ↓ |                      |                         |
| 2011                            | Jewgeni Karlowski    | Jekaterina Jaschina     |
| ↓ Kategorie: G2 ↓               |                      |                         |
| 2012                            | Mikael Torpegaard    | Alina Silitsch          |
| 2013                            | Artur Schachnubarjan | Darja Kassatkina        |
| 2014                            | Alexander Bublik     | Darja Kassatkina        |
| ↓ Kategorie: G1 ↓               |                      |                         |
| 2015                            | Alexander Bublik     | Karine Sarkisowa        |
| 2016                            | Joʻrabek Karimov     | Jelena Rybakina         |
| 2017                            | Jurij Rodionov       | Anastassija Charitonowa |
| 2018                            | Jacob Fearnley       | Lenka Stará             |
| 2019                            | Erik Wanschelbojm    | Alina Tscharajewa       |
| 2020                            | Arthur Fery          | Romana Čisovská         |
| 2021                            | Sebastian Dominko    | Alina Schtscherbina     |

### Doppel
| Jahr                            | Herren                                   | Damen                                        |
| ------------------------------- | ---------------------------------------- | -------------------------------------------- |
| ↓ Yeltsin Cup – Kategorie: G3 ↓ |                                          |                                              |
| 2011                            | Jewgeni Karlowski Georgi Schaschkanow    | Darja Afanassjewa Polina Monowa              |
| ↓ Kategorie: G2 ↓               |                                          |                                              |
| 2012                            | Fjedor Andrijenko Anton Dessjatnik       | Olga Doroschina Alena Tarassowa              |
| 2013                            | Anton Dessjatnik Karen Chatschanow       | Darja Kassatkina Weronika Kudermetowa        |
| 2014                            | Nikita Matwejko Timur Rasmaitow          | Darja Kassatkina Alexandra Pospelowa         |
| ↓ Kategorie: G1 ↓               |                                          |                                              |
| 2015                            | Alexander Bublik Boris Pokotilow         | Anastassija Tschikalkina Xenija Staschenkowa |
| 2016                            | Philipp Klimow Pawel Kotow               | Nika Schitkoskaja Walerija Seljowa           |
| 2017                            | Oleksandr Brajnin Jurij Rodionov         | Anastassija Charitonowa Darja Nasarkina      |
| 2018                            | Jegor Noskin Nikolaj Wylegschanin        | Wiktoryja Kanapazkaja Oxana Selechmetjewa    |
| 2019                            | Alexandr Binda Sergey Fomin              | Nina Oljanowskaja Walerija Oljanowskaja      |
| 2020                            | Raphaël Collignon Samuel Vincent Ruggeri | Jelisaweta Gawrilowa Jekaterina Maklakowa    |
| 2021                            | Erik Aruzjunjan Daniil Ostapenkau        | Nicole Rivkin Johanne Christine Svendsen     |